# Italië op de Olympische Jeugdwinterspelen 2012
Italië was een van de landen die deelnam aan de Olympische Jeugdwinterspelen 2012 in Innsbruck, Oostenrijk.

## Medailleoverzicht
| Sport       | Olympiër                                                    | Onderdeel        | Medaille |
| ----------- | ----------------------------------------------------------- | ---------------- | -------- |
| Bobsleeën   | Patrick Baumgartner Alessandro Grande                       | tweemansbob (m)  | Goud     |
| Rodelen     | Florian Gruber Simon Kainzwaldner                           | dubbel (m)       | Goud     |
| Alpineskiën | Hannes Zingerle                                             | reuzenslalom (m) | Zilver   |
| Curling     | Arianna Losano Amos Mosaner Denise Pimpini Alessandro Zoppi | gemengd team     | Zilver   |
| Shorttrack  | Nicole Martinelli                                           | 500 m (v)        | Brons    |

## Deelnemers en resultaten
(m) = mannen, (v) = vrouwen 

### Alpineskiën
| Olympiër                                                                      | Onderdeel           | Resultaat | Prestatie                                                                |
| ----------------------------------------------------------------------------- | ------------------- | --------- | ------------------------------------------------------------------------ |
| Davide da Villa                                                               | super g (m)         | 7e        | 1.05,53 (+1,08)                                                          |
| Davide da Villa                                                               | supercombinatie (m) | -         | - (-) (1.04,65, DNF)                                                     |
| Davide da Villa                                                               | reuzenslalom (m)    | -         | - (-) (DNF, -)                                                           |
| Davide da Villa                                                               | slalom (m)          | 4e        | 1.20,49 (+2,13) (39,97, 40,52)                                           |
| Hannes Zingerle                                                               | super g (m)         | 9e        | 1.05,57 (+1,12)                                                          |
| Hannes Zingerle                                                               | supercombinatie (m) | -         | - (-) (1.03,97, DNF)                                                     |
| Hannes Zingerle                                                               | reuzenslalom (m)    | Zilver    | 1.52.10 (+0,40) (57,54, 54,56)                                           |
| Hannes Zingerle                                                               | slalom (m)          | -         | - (-) (DNF, -)                                                           |
|                                                                               |                     |           |                                                                          |
| Jasmine Fiorano                                                               | super g (v)         | -         | DNF (-)                                                                  |
| Jasmine Fiorano                                                               | supercombinatie (v) | 10e       | 1.43,27 (+2,45) (1.06,40, 36,87)                                         |
| Jasmine Fiorano                                                               | reuzenslalom (v)    | 17e       | 2.01,02 (+4,89) (59,25, 1.01,77)                                         |
| Jasmine Fiorano                                                               | slalom (v)          | 5e        | 1.22,01 (+2,25) (42,60, 39,41)                                           |
| Veronica Olivieri                                                             | super g (v)         | 8e        | 1.06,59 (+0,81)                                                          |
| Veronica Olivieri                                                             | supercombinatie (v) | 12e       | 1.43,52 (+2,70) (1.05,70, 37,82)                                         |
| Veronica Olivieri                                                             | reuzenslalom (v)    | 12e       | 1.59,81 (+3,68) (59,86, 59,95)                                           |
| Veronica Olivieri                                                             | slalom (v)          | -         | - (-) (DNF, -)                                                           |
|                                                                               |                     |           |                                                                          |
| Team Italië Veronica Olivieri Davide Da Villa Jasmine Fiorano Hannes Zingerle | teamwedstrijd       | 4e        | 1/4F: 0-3 Duitsland HF: 2-2 (45,51/45,17) Noorwegen 3e/4e: 1-3 Frankrijk |

### Biatlon
| Olympiër                                                       | Onderdeel                 | Resultaat | Prestatie                                                                                             |
| -------------------------------------------------------------- | ------------------------- | --------- | --- |
| Federico Di Francesco                                          | 7,5 km sprint (m)         | 15e       | 20.59,4 (+1.37,7) pen.: 2 (2+0)                                                                       |
| Federico Di Francesco                                          | 10 km achtervolging (m)   | 20e       | +3.35,8 pen.: 8 (5+2+1+0)                                                                             |
| Xavier Guidetti                                                | 7,5 km sprint (m)         | 11e       | 20.40,2 (+1.18,5) pen.: 2 (1+1)                                                                       |
| Xavier Guidetti                                                | 10 km achtervolging (m)   | 16e       | +3.10,0 pen.: 8 (0+2+2+4)                                                                             |
|                                                                |                           |           | |
| Anna Savin                                                     | 6 km sprint (v)           | 29e       | 20.20,3 (+2.52,6) pen.: 3 (2+1)                                                                       |
| Anna Savin                                                     | 7,5 km achtervolging (v)  | 29e       | +8.03,5 pen.:6 (2+0+1+3)                                                                              |
| Lisa Vittozzi                                                  | 6 km sprint (v)           | 8e        | 18.42,8 (+1.15,1) pen.: 1 (1+0)                                                                       |
| Lisa Vittozzi                                                  | 7,5 km achtervolging (v)  | 5e        | +2.06,4 pen.:0 (0+0+0+0)                                                                              |
| Lisa Vittozzi Anna Savin Federico Di Francesco Xavier Guidetti | gemengde estafette        | 5e        | 1:15.46,6 (0+1 0+1) (0+5 0+6) 17.44,8 (0+2 0+3) 18.07,4 (0+0 0+1) 19.58,8 (0+2 0+1) 19.55,6 (0+1 0+1) |
| Lisa Vittozzi Alice Canclini Xavier Guidetti Manuel Perotti    | biatlon/langlaufestafette | 11e       | 1:07.05,7 (0+7) 20.29,4 (0+2 0+2) 11.19,5 22.34,0 (0+2 0+1) 12.42,8                                   |

### Bobsleeën
| Olympiër                              | Onderdeel       | Resultaat | Prestatie                       |
| ------------------------------------- | --------------- | --------- | ------------------------------- |
| Patrick Baumgartner Alessandro Grande | tweemansbob (m) | Goud      | 1.49,14 [54,83 (4) + 54,31 (1)] |
|                                       |                 |           |                                 |
| Mathilde Parodi Valentina Margaglio   | tweemansbob (v) | 5e        | 1.52.41 [56,15 (3) + 56,26 (5)] |

### Curling
| Olympiër                                                    | Onderdeel      | Resultaat   | Prestatie |
| ----------------------------------------------------------- | -------------- | ----------- | --- |
| Amos Mosaner Alessandro Zoppi Arianna Losano Denise Pimpini | gemengd team   | Zilver      | Voorronde: rode groep 3-5 Japan 0-6 Canada 7-5 Zweden 9-3 Duitsland 5-7 Groot-Brittannië 6-3 Oostenrijk 7-3 Rusland Kwartfinale 7-5 Verenigde Staten Halve finale 8-2 Canada Finale 4-6 Zwitserland |
|                                                             |                |             | |
| Amos Mosaner + AUT Irena Brettbacher                        | dubbeltoernooi | 1/16 finale | 1/32F: 10-9 CZE Alzbeta Baudysova + CHN Bai Yang 1/16F: 4-9 JPN Mako Tamakuma + KOR Yoo Minhyeon |
| Alessandro Zoppi + EST Marie Turmann                        | dubbeltoernooi | 1/32 finale | 1/32F: 3-10 CZE Zuzana Hruzova + RUS Mikhail Vaskov |
| Arianna Losano + GER Daniel Rothballer                      | dubbeltoernooi | 1/32 finale | 1/32F: 5-10 KOR Kang Sueyeon + CZE Krystof Krupansky |
| Denise Pimpini + NZL David Weyer                            | dubbeltoernooi | 1/32 finale | 1/32F: 5-8 GBR Rachel Hannen + CZE Marek Cernovsky |

### Freestyleskiën
| Olympiër       | Onderdeel     | Resultaat | Prestatie |
| -------------- | ------------- | --------- | --------- |
| Patrick Renner | ski-cross (m) | 8e        | 58,36     |

### IJshockey
| Olympiër           | Onderdeel                 | Resultaat | Prestatie                                |
| ------------------ | ------------------------- | --------- | ---------------------------------------- |
| Agnese Tartaglione | vaardigheidswedstrijd (v) | 4e        | 17 punten (kwalificatie: 7e (15 punten)) |

### Kunstrijden
| Olympiër                                                                             | Onderdeel           | Resultaat | Prestatie                                          |
| ------------------------------------------------------------------------------------ | ------------------- | --------- | -------------------------------------------------- |
| Carlo Vittorio Palermo                                                               | solo (m)            | 12e       | 125.55 [kk: 39.29 (12), vk: 86.26 (10)]            |
|                                                                                      |                     |           |                                                    |
| Micol Cristini                                                                       | solo (v)            | 11e       | 105.44 [kk: 39.87 (9), vk: 65.57 (12)]             |
|                                                                                      |                     |           |                                                    |
| Jasmine Tessari Stefano Colafato                                                     | ijsdansen           | 8e        | 88.15 [kk: 38.00 (7), vk: 50.15 (8)]               |
|                                                                                      |                     |           |                                                    |
| Team 7 Micol Cristini KOR Lee June-hyoung EST Victoria-Laura Lohmus / Andrei Davodov | gemengd landen team | 7e        | 12 pnt. (220.50) 03 (65.60) 06 (109.30) 03 (45.60) |
| Team 3 FRA Anais Ventard Carlo Vittorio Palermo CZE Jana Cejkova / Aleksandr Sinicyn | gemengd landen team | 8e        | 11 pnt. (206.52) 05 (76.09) 02 (75.71) 04 (54.72)  |

### Langlaufen
| Olympiër                                                    | Onderdeel                 | Resultaat | Prestatie                                                           |
| ----------------------------------------------------------- | ------------------------- | --------- | ------------------------------------------------------------------- |
| Manuel Perotti                                              | 10 km klassiek (m)        | 14e       | 31.22,5 (+1.53,7)                                                   |
| Manuel Perotti                                              | sprint (m)                | 27e       | kwartfinale                                                         |
|                                                             |                           |           |                                                                     |
| Alice Canclini                                              | 5 km klassiek (v)         | 24e       | 16.50,6 (+2.32,6)                                                   |
| Alice Canclini                                              | sprint (v)                | 13e       | kwartfinale                                                         |
|                                                             |                           |           |                                                                     |
| Lisa Vittozzi Alice Canclini Xavier Guidetti Manuel Perotti | biatlon/langlaufestafette | 11e       | 1:07.05,7 (0+7) 20.29,4 (0+2 0+2) 11.19,5 22.34,0 (0+2 0+1) 12.42,8 |

### Noordse combinatie
| Olympiër       | Onderdeel     | Resultaat | Prestatie                                                         |
| -------------- | ------------- | --------- | ----------------------------------------------------------------- |
| Raffaele Buzzi | Gundersen (m) | 5e        | schansspringen: 71,0 m - 119,2 p. (11e +1.13) langlaufen: +32,0 s |

### Rodelen
| Olympiër                                                                       | Onderdeel    | Resultaat | Prestatie                                    |
| ------------------------------------------------------------------------------ | ------------ | --------- | -------------------------------------------- |
| Simon Kainzwaldner                                                             | enkel (m)    | 10e       | 1.20,326 (+0,723) (40,222; 40,111)           |
| Florian Gruber Simon Kainzwaldner                                              | dubbel (m)   | Goud      | 1.25,194 (-) (42,590; 42,604)                |
|                                                                                |              |           |                                              |
| Team Italië Andrea Voetter Daniel Gatterer Florian Gruber / Simon Kainzwaldner | gemengd team | 05e       | 2.19,857 (+1,547) 2.44,742 2.48,197 2.47,184 |
|                                                                                |              |           |                                              |
| Maria Messner                                                                  | enkel (v)    | 23e       | 1.25,278 (+5,081) (44,728; 40,550)           |
| Andrea Voetter                                                                 | enkel (v)    | 06e       | 1.20,745 (+0,548) (40,352; 40,393)           |

### Schaatsen
| Olympiër         | Onderdeel      | Resultaat | Prestatie                      |
| ---------------- | -------------- | --------- | ------------------------------ |
| Matteo Cotza     | 500 m (m)      | 7e        | 79,59 (+ 4,09) [39,98 + 39,61] |
| Matteo Cotza     | massastart (m) | 22e       | 10 ronden geschaatst           |
|                  |                |           |                                |
| Laura De Candido | 500 m (v)      | 11e       | 90,97 (+ 9,29) [45,48 + 45,49] |
| Laura De Candido | massastart (v) | 21e       | 6 ronden geschaatst            |
| Gloria Malfatti  | 500 m (v)      | 7e        | 88,72 (+ 7,04) [44,60 + 44,12] |
| Gloria Malfatti  | 3000 m (v)     | 10e       | 4.59,97 (+ 22,64)              |
| Gloria Malfatti  | massastart (v) | 7e        | 6.03,91 (+ 2,85)               |

### Schansspringen
| Olympiër                                                      | Onderdeel                                        | Resultaat | Prestatie                                                            |
| ------------------------------------------------------------- | ------------------------------------------------ | --------- | -------------------------------------------------------------------- |
| Daniele Varesco                                               | individueel (m)                                  | 10e       | 215,9 ptn. (67,5 m en 67,0 m)                                        |
|                                                               |                                                  |           |                                                                      |
| Veronica Gianmoena                                            | individueel (v)                                  | 12e       | 142,2 ptn. (51,0 m en 55,5 m)                                        |
|                                                               |                                                  |           |                                                                      |
| Team Italië Veronica Gianmoena Rafaelle Buzzi Daniele Varesco | gemengd team noordse combinatie / schansspringen | 10e       | 222,8 + 266,8 = 489,6 pnt. 035,1 + 040,5 086,6 + 112,9 101,1 + 113,4 |

### Shorttrack
| Olympiër                                                                          | Onderdeel                | Resultaat | Prestatie                                            |
| --------------------------------------------------------------------------------- | ------------------------ | --------- | ---------------------------------------------------- |
| Milan Grugni                                                                      | 500 m (m)                | 08e       | F (B): 49,630 HF (A/B1): 46,685 KF (2): 1.05,394     |
| Milan Grugni                                                                      | 1000 m (m)               | 05e       | F (B): 1.40,766 HF (A/B2): 1.33,183 KF (4): 1.33,540 |
|                                                                                   |                          |           |                                                      |
| Nicole Martinelli                                                                 | 500 m (v)                | Brons     | F (A): 46,594 HF (A/B2): 46,679 KF (4): 46,390       |
| Nicole Martinelli                                                                 | 1000 m (v)               | 04e       | F (B): 1.47,451 HF (A/B2): 1.36,620 KF (3): 1.39,809 |
| Arienne Sighel                                                                    | 500 m (v)                | 16e       | KF (2): -                                            |
| Arienne Sighel                                                                    | 1000 m (v)               | 05e       | F (B): 2.13,756 HF (A/B1): 1.37,609 KF (2): 1.38,102 |
|                                                                                   |                          |           |                                                      |
| Team C Nicole Martinelli Milan Grugni HUN Timea Toth HUN Tamas Farkas             | gemengde landenestafette | 05e       | F (B): 4.29,686 HF (2): 4.28,026                     |
| Team G Arienne Sighel KAZ Dariya Goncharova KOR Yoon Su-min AUT Dominic Andermann | gemengde landenestafette | 08e       | F (B): - HF (1): 4.22,356                            |

### Skeleton
| Olympiër              | Onderdeel | Resultaat | Prestatie                         |
| --------------------- | --------- | --------- | --------------------------------- |
| Ferdinando Mulassano  | jongens   | 11e       | 1.59,80 [59,86 (10) + 59,94 (12)] |
|                       |           |           |                                   |
| Guendalina Bergonzoni | meisjes   | 11e       | 1.01,57                           |

### Snowboarden
| Olympiër              | Onderdeel      | Resultaat | Prestatie                                                                  |
| --------------------- | -------------- | --------- | -------------------------------------------------------------------------- |
| Maria Delfina Maiocco | halfpipe (v)   | 6e        | Finale: 6e (69.00) Halve finale: 2e (83.75) QF Kwalificatie: 6e (58.25) QS |
| Maria Delfina Maiocco | slopestyle (v) | 6e        | Finale: 6e (54.25) Kwalificatie: 7e (74.75) Q                              |